# Rjóta Óšima
Rjóta Óšima (* 23. leden 1993) je japonský fotbalista.

## Klubová kariéra
Hrával za Kawasaki Frontale.

## Reprezentační kariéra
Rjóta Óšima odehrál za japonský národní tým v roce 2016 celkem 1 reprezentační utkání.

## Statistiky
| Japonsko | Japonsko | Japonsko |
| Roky     | Záp.     | Góly     |
| -------- | -------- | -------- |
| 2016     | 1        | 0        |
| 2017     | 1        | 0        |
| 2018     | 3        | 0        |
| 2019     | 2        | 0        |
| Celkem   | 7        | 0        |